# Raoul de Lubersac
Raoul de Lubersac, né le 12 février 1905 à Paris et mort le 19 novembre 1965 au château de Maucreux (Faverolles), est un banquier et homme d'affaires français.

## Biographie
Sa mère est Constance Livermore-Seillière (1884-1969), fille du banquier Charles F. Livermore, et son père Odon de Lubersac (1881-1928). Raoul de Lubersac entre après ses études dans la compagnie de transport maritime Odon de Lubersac (ODL), spécialisée dans le pétrole, et fondée par son père.
Il épouse le 10 mai 1927 Jeanne-Marie Le Gras du Luart (1905-1985) dont il aura deux garçons.
Il fonde peu après la mort de son père la Banque Raoul de Lubersac et Cie qui prend part au sauvetage de la Banque de l'Union parisienne à partir de 1934 avec l'aide entre autres de la Banque Bemberg.
Selon Roger Mennevée, il existait des liens d'affaires entre la Banque Raoul de Lubersac, l'industrie pétrolière, et la haute finance anglo-saxonne.